# Suore gerardine di Sant'Antonio Abate
Le Suore gerardine di Sant'Antonio Abate sono un istituto religioso femminile di diritto pontificio.

## Storia
Nel 1928 il sacerdote Mosè Mascolo (1890-1960) aprì a Sant'Antonio Abate un ospizio di carità intitolato a san Gerardo Majella.
Il 2 febbraio 1931 Mascolo raccolse a vita comune tre donne che già collaboravano con lui nell'assistenza ai ricoverati, dando principio alla congregazione.
Agostino D'Arco, vescovo di Castellammare di Stabia, eresse le Gerardine in congregazione religiosa il 6 agosto 1957.

## Attività e diffusione
Le suore si dedicano particolarmente al servizio ai poveri, soprattutto ad anziani e bambini; prestano anche servizio in parrocchie e seminari.
Oltre che in Italia (Campania, Calabria, Puglia, Basilicata, Lazio), sono presenti in Benin e Perù; la sede generalizia è a Sant'Antonio Abate.
Alla fine del 2008 la congregazione contava 70 religiose in 14 case.